# セント・ヒューバート・ジュラ・ハウンド
セント・ヒューバート・ジュラ・ハウンド（英：St.Hubert Jure Hound）は、スイスのジュラ山脈地域原産のセントハウンド犬種である。スイス・ハウンドの一種でもある。別名はセント・ヒューバート・ジュラ・ラウフフント（英：St.Hubert Jure Loufhund）など。
ブルーノ・ジュラ・ハウンドと一絡げにみられる場合もあり、その際には両種とも単にジュラ・ハウンドと呼ばれる。

## 歴史
本種は起源はよく分かっていないが、フランスの国境沿いに分布していたことから、少なくともフランスの土着犬の影響があることははっきりしている。ベルギー原産のセントハウンド犬種であるセント・ヒューバートと外貌が似ていることから、何らかの血縁関係がある可能性が高い。ちなみに、セント・ヒューバートは全犬種中最高の嗅覚を持つブラッドハウンドの直系の先祖である。
主にノロジカなどの大型獣やノウサギの臭いを追跡するのに使われる。本種は他のスイス・ハウンドとは異なり、通常は臭いの追跡のみを仕事としている。
本種はほぼ全ての個体が原産地で飼育されていて、実用犬として使われている。極めて希少な存在で、他の地域ではほとんど飼育されていない。

## 特徴
外見はスイス・ハウンドに似たセント・ヒューバート・ハウンド（或いは実猟タイプのブラッドハウンド）といった風貌である。ブルーノ・ジュラ・ハウンドよりもがっしりしていて体重は重く、頭部の形やデューラップ（のど下のたるみ）の量も異なる。筋肉質の体つきをしていて力強く、脚が長い。頭部はやや大きめでブラッドハウンドに似る。マズルは太く、デューラップはブルーノ・ジュラ・ハウンドよりも多い。顔にはしわがある。耳は長い垂れ耳で、尾は飾り毛のない垂れ尾。コートはスムースコートで、毛色はツートーンのブラウンかタン・アンド・ブラック。体高は他のスイス・ハウンドと同程度だが、体重はそれらより重い。性格は従順で温和、警戒心が強い。初対面の人に対しては警戒心を持つが、いったん打ち解けると好意的に接する。嗅覚が優れていて、獲物の臭いを追跡することが大好きである。吠え声はよく通り、粘り強くスタミナは多い。運動量は膨大で、かかりやすい病気はしわやデューラップの間におきやすい皮膚炎や股関節形成不全などがある。